# Зенитно-ракетни бригади на Българската армия
Зенитно-ракетните бригади са съединения от състава на Военновъздушните сили на Българската армия.
Създадени са 3 зенитно-ракетни бригади и са дислоцирани, както следва:
- 1-ва зенитно-ракетна бригада - с щаб в гр. Божурище;
- 2-ра зенитно-ракетна бригада - с щаб в гр. Пловдив;
- 3-та зенитно-ракетна бригада - с щаб в с. Братово, Бургаско.